# 林幸治郎
林 幸治郎（はやし こうじろう、1956年8月27日 - ）は大阪のちんどん屋。ちんどん通信社〜（（有）東西屋）代表。

## 経歴
大手金物問屋の三男として、福岡市に生まれる。1975年、福岡県立修猷館高等学校を卒業後、2年間理系の大学に通った後、1977年、立命館大学経営学部に入学。在学中、「ニューオリンズジャズ研究会」を発足するが、京都の下宿でトランペットの練習中、街を歩くちんどん屋の演奏に心惹かれ、同会を「ちんどん研究会」と改名し、会員とともに日夜、ちんどんの研究・練習に勤しむ。
1981年、卒業と同時に在学中に手伝っていた大阪市西成区の老舗ちんどん屋「青空総合宣伝社」（現・青空宣伝社）に入社。当初は商売の勉強のつもりであったが、現場をこなすうちに、ビジネスとしてのちんどん屋の可能性を見い出してゆく。当時珍しかった大学卒の「学士ちんどん屋」としてマスコミの寵児となり、同年、日本テレビ「11PM」の新人賞に輝く。1984年、青空総合宣伝社の同僚であった赤江真理子とともに、ちんどん屋集団「ちんどん通信社」を旗揚げ。その後、ちんどん研究会時代の仲間や賛同者も加入し、その着実な活動がさらに仕事を呼び評判を得る。
1994年、創立10周年を期に、ちんどん通信社を「有限会社東西屋」として法人化し、代表取締役に就任。この年、林の著作『ぼくたちのちんどん屋日記』と『ちんどん屋です。』を原作にした、NHKドラマ『青空にちんどん』（主演：伊原剛志・工藤夕貴）が放映される。2001年、前年に林が企画立案した「全国ちんどん博覧会」の、第二回の実行委員長として指揮をとり、大阪天満宮において開催する。
2019年現在の、ちんどん通信社としての活動実績は、年間平均仕事件数1000件、富山「全日本チンドンコンクール」優勝14回（歴代最多）、アメリカ・アジア・ヨーロッパなどでの海外公演31回を数え、名実共に日本一のちんどん屋集団である。従来の枠にとらわれない幅広い活動により、ちんどん屋の新しい可能性を切り拓いている。

## 著書
- 『ぼくたちのちんどん屋日記』（赤江真理子との共著）, 新宿書房, 1986年
- 『ちんどん屋です。』（赤江真理子との共著）, 思想の科学社, 1993年
- 『チンドン屋！幸治郎』, 新宿書房, 2006年